# Hit the Lights
A Hit the Lights egy dal Selena Gomez & the Scene amerikai együttestől, a When the Sun Goes Down című album harmadik és egyben utolsó kislemezeként. Szerzője Leah Haywood, Daniel James és Tony Nilsson volt, producere Haywood és Daniel Pringle (Dreamlab) volt. Zeneileg egy tempós dance felvétel. Dalszövege az önfeledt életről, vidámságról, kockázatokról szól.
A kritikusok pozitívan fogadták a dalt. A Canadian Hot 100 listán 93. helyezést ért el. 2011. november 16-án jelent meg a szám videóklipje, melyben Gomez barátaival játszik mezők környékén, majd éjjel szórakoznak egy városban.

## Háttér
A Hit the Lights című dalt Leah Haywood, Daniel James, és Tony Nilsson szerezte, producere a Dreamlab (Haywood és Daniel Pringle) volt. A számot Los Angeles-ben vették fel, a keverés Virginia városában zajlott. Gomez egy interjúban elmondta: „Ez (a dal) 'egy éljünk a pillanatnak' féle szám, emellett egy nyári dance számnak tartom.” Gomez az új kislemez kiadására fényképpel célzott. Twitteren 2011. szeptember 30-án jelent meg a fotó.

## Videóklip
Gomez 2011 szeptemberében forgatta klipjét. A videóklip a VEVO oldalán 2011. november 16-án, illetve az MTV weboldalán debütált. Rövid előzetesek november 7-én és 9-én, egy színfalak mögötti videó pedig 11-én jelent meg.
A kisfilmek Gomez egy mezőn szórakozik barátaival, majd egy kukoricaföldön áthaladva táncolnak és ugrálnak. Miután a Nap lemegy, a csapat egy városban szórakozik, egy házibuliba tartanak. Ezután egy sötét erdőbe kerülnek, ahol diszkógömbök lógnak a fákról. Ekkor Gomez rózsaszín léggömbökkel körülvéve jelenik meg napszemüveggel. A kisfilm végén egy világított városban ugrál mindenki.

## Élő előadások
A We Own the Night Tour állomásain adta elő a felvételt az együttes, illetve a 2011-es EMA díjátadón is megjelent ezzel a felvétellel a csapat.

## Közreműködők
Felvétel és keverés
- A felvétel Los Angeles-ben készült.
- A keverés helyszíne Virginia Beach volt.

Közreműködők
- Vokál – Selena Gomez
- Produkció – Dreamlab
- Dalszerzés – Leah Haywood, Daniel James, Tony Nilsson
- Keverés -
- Mérnök – John Hanes, Phil Seaford

Forrás:

## Számlista és formátumok
- Digitális letöltés

1. Hit The Lights - 3:14

- Remixes

1. Hit The Lights (Azzido Da Bass Radio Mix) - 3:07
2. Hit The Lights (Azzido Da Bass Extended Mix) - 4:03
3. Hit The Lights (Azzido Da Bass Club Mix) - 4:59
4. Hit The Lights (MD's Radio Mix) - 3:06
5. Hit The Lights (MD's Remix) - 6:05

## Megjelenések
| Ország           | Dátum             | Formátum                | Kiadó             |
| ---------------- | ----------------- | ----------------------- | ----------------- |
| Hollandia        | 2012. január 20.  | Digitális Remixes EP    | Hollywood Records |
| Svájc            | 2012. január 20.  | Digitális Remixes EP    | Hollywood Records |
| Franciaország    | 2012. január 23.  | Digitális Remixes EP    | Hollywood Records |
| Finnország       | 2012. január 23.  | Digitális Remixes EP    | Hollywood Records |
| Luxemburg        | 2012. január 23.  | Digitális Remixes EP    | Hollywood Records |
| Portugália       | 2012. január 23.  | Digitális Remixes EP    | Hollywood Records |
| Szingapúr        | 2012. január 23.  | Digitális Remixes EP    | Hollywood Records |
| Belgium          | 2012. január 23.  | Digitális Remixes EP    | Hollywood Records |
| Németország      | 2012. január 27.  | Digitális Remixes EP    | Hollywood Records |
| Ausztria         | 2012. január 27.  | Digitális Remixes EP    | Hollywood Records |
| Egyesült Államok | 2012. április 10. | Top 40/Mainstream rádió | Hollywood Records |

## Slágerlistás helyezések
| Slágerlista (2011-12)       | Legjobb helyezés |
| --------------------------- | ---------------- |
| Belgium (Ultratip Flandria) | 11               |
| Kanada (Canadian Hot 100)   | 55               |
| Oroszország (EMI)           | 63               |
| Szlovákia (IFPI)            | 63               |

## Fordítás
- Ez a szócikk részben vagy egészben  a   Hit the Lights (Selena Gomez & the Scene song) című angol Wikipédia-szócikk fordításán alapul.  Az eredeti cikk szerkesztőit annak laptörténete sorolja fel. Ez a jelzés csupán a megfogalmazás eredetét és a szerzői jogokat jelzi, nem szolgál a cikkben szereplő információk forrásmegjelöléseként.